# KeyForge

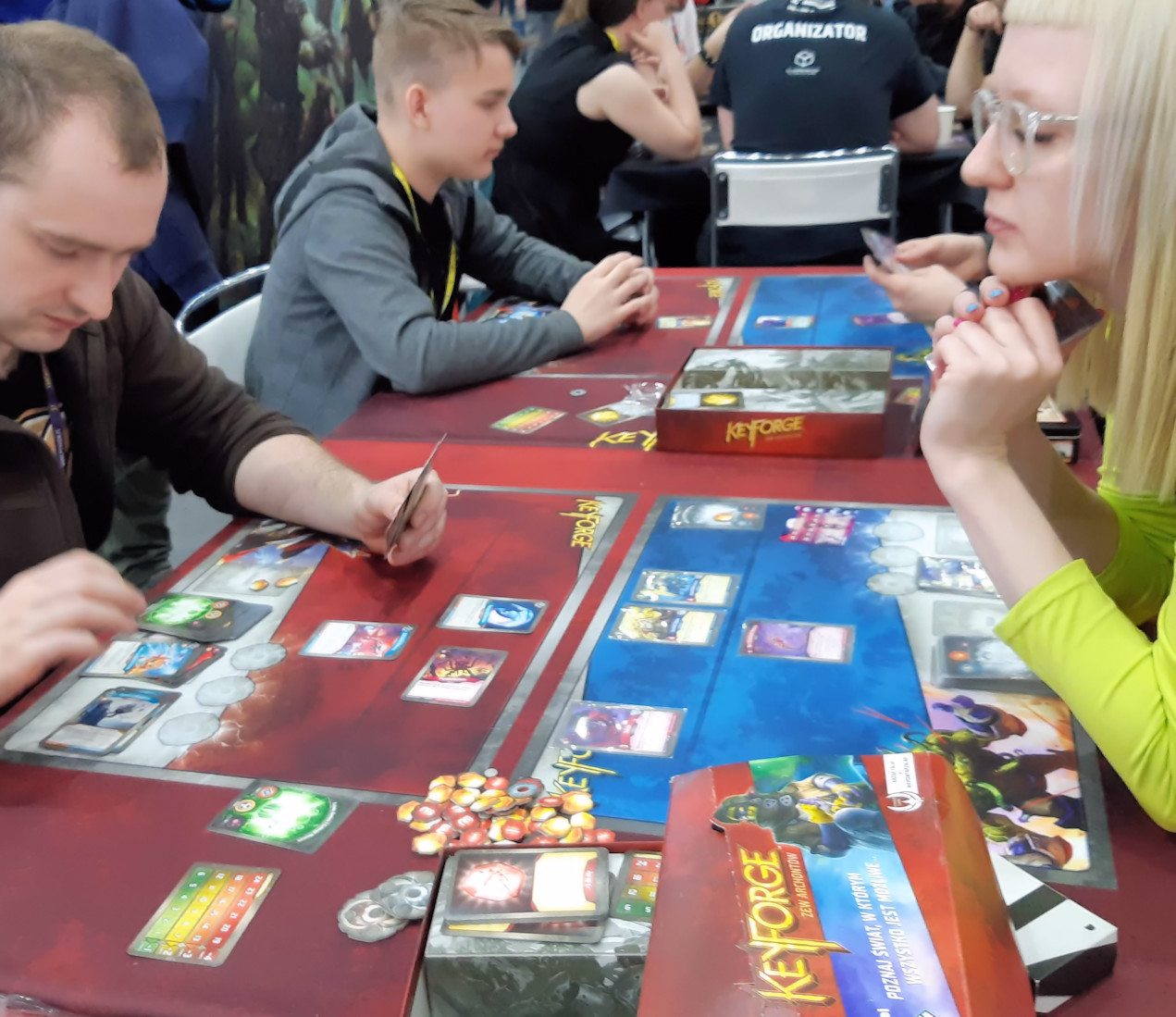
Keyforgeturnier

KeyForge ist ein im Jahr 2018 im Spieleverlag Fantasy Flight Games erschienenes Sammeldeckspiel von Richard Garfield. 2022 wurde das Spiel von der Firma Ghost Galaxy übernommen. Es wird in Deutschland von Elznir Games vertrieben. Zwei Spieler konkurrieren mit ihrem Kartendeck darum drei Schlüssel zu schmieden. Kein Deck gleicht dabei einem anderen. Ghost Galaxy bezeichnet diese Art Kartenspiel daher auch als Unique Deck Card Game (einzigartiges Kartendeckspiel).
Ghost Galaxy betreibt eine Webseite, auf der Spieler ihre Decks registrieren können. Derzeit sind 3,1 Millionen Decks registriert (Stand: Januar 2024). KeyForge ist in vielen unterschiedlichen Sprachen erschienen. Verschiedene Turnierformate werden weltweit von Ghost Galaxy veranstaltet.

## Spielbeschreibung
Dieser Abschnitt soll einen groben Überblick über das Spiel geben und nicht das komplette Regelwerk auslegen. Deshalb können die folgenden Abschnitte einige Regeln generalisiert oder vereinfacht darstellen. Das aktuelle Regelwerk kann auf den offiziellen Seiten auf keyforging.com eingesehen werden.

### Ziel des Spiels
In KeyForge verwenden Spieler ihre einzigartigen Decks um Æmber zu generieren und den Gegner daran zu hindern selbiges zu tun. Mithilfe des Æmber werden Schlüssel geschmiedet. Wer zuerst seinen dritten Schlüssel schmiedet, gewinnt das Spiel.

### Spielaufbau und Karten
Ein Deck besteht aus 36 Karten und einer zusätzlichen Archon-Deckkarte, welche einen QR-Code enthält. Diese stellt sicher, dass jedes Deck auf der Welt einzigartig ist. Kein Deck (Kombination aus 36 Karten) wurde mehr als einmal produziert. Die Rückseite jeder Karte zeigt ein Bild des Archonten (auch einzigartig). Die Vorderseite der Archonten-Karte zeigt eine vollständige Kartenliste der im Deck enthaltenen Karten.
Die 36 Karten werden gemischt und als Nachziehstapel neben die Archonten-karte gelegt. Sie teilen sich auf in 3 Fraktionen / Häuser je 12 Karten. Die Karten unterscheiden sich zudem anhand ihres Kartentyps. Es gibt Kreaturen, Artefakte, Aktions- und Aufwertungskarten.

### Zugübersicht
Die Spieler spielen abwechselnd. Ein Spielzug besteht dabei aus 5 Schritten, die in folgender Reihenfolge abgehandelt werden: 1. Schlüssel schmieden, 2. Fraktion wählen, 3. Karten spielen, verwenden und ablegen, 4. Karten spielbereit machen, 5. Karten ziehen.
1. Schlüssel schmiedenWenn zu Beginn des Zuges genügend Æmber im eigenen Vorrat liegen, schmiedet der aktive Spieler einen Schlüssel. Ein Schlüssel kostet 6 Æmber. Gespielte Karten können diese Kosten erhöhen oder reduzieren.
2. Fraktion wählenDer Spieler wählt eine Fraktion. Es können nur Karten der gewählten Fraktion von der Hand ausgespielt werden und Karten der Fraktion auf dem Feld verwendet werden. Außer Karteneffekte sagen anderes.
3. Karten spielen, verwenden und ablegenIn diesem Schritt kann der Spieler beliebig viele Karten der gewählten Fraktion spielen, verwenden oder ablegen. Die Reihenfolge spielt dabei keine Rolle. Auch gibt es keine Kosten für das Ausspielen von Karten.
Karten werden gespielt, indem sie von der Hand in den Spielbereich gelegt werden. Kreaturen und Artefakte kommen erschöpft ins Spiel, d. h. sie werden um 90° gedreht in den Spielbereich gelegt und können erst im nächsten Zug verwendet werden, wenn sie nicht durch Effekte bereit gemacht werden. Aktionskarten werden nach dem Abhandeln des Effektes auf den Ablagestapel abgelegt.
Karten im Spielbereich können verwendet werden solange sie nicht erschöpft sind. Kreaturen können ernten und kämpfen. Erntet eine Kreatur, so nimmt der Spieler sich ein Æmber aus dem allgemeinen Vorrat. Entschließt er sich mit einer seiner Kreaturen zu kämpfen, so wählt er eine zu bekämpfende Kreatur des Gegners. Beide fügen sich gegenseitig Schaden entsprechend der Höhe ihrer Stärke abzüglich eventuelle Schilde zu. Übersteigt oder gleicht der Schaden den aktuellen Stärkewert, so wird die Kreatur abgelegt. Außerdem kann der Spieler Karten verwenden, um Aktionen auszulösen. Nachdem der Spieler eine Karte verwendet hat, wird die Karte erschöpft. Sie wird dabei um 90° auf die Seite gedreht.
Das Ablegen von Karten der aktiven Fraktion ist in diesem Schritt auch möglich. Dazu wird die Karte aus der Hand auf den Ablagestapel gelegt.
4. Karten spielbereit machenIn diesem Schritt werden die Karten (Kreaturen und Artefakte) wieder spielbereit gemacht, indem erschöpfte Karte wieder "aufgerichtet" werden.
5. Karten ziehenIm letzten Schritt zieht der Spieler Karten von seinem Nachziehstapel, bis er wieder 6 Karten auf der Hand hat. (Die Handgröße zum Ende des Zuges kann durch Karteneffekte verändert werden).:
Der Zug endet und der Gegenüber ist an der Reihe.

## Editionen
Zu KeyForge erscheint circa halbjährlich eine neue Edition, jeweils im Mai und im November eines Jahres. Zwischen den Jahren 2021 und 2023 gab es durch Corona und der nicht vorhandenen Möglichkeit Live-Turniere auszutragen eine Pause. Neben den einzelnen Decks können auch Zwei-Spieler-Startersets erworben werden. Die Startersets enthalten zwei einzigartige Decks sowie Spielmaterial in Form von Markern.
| Setname                           | Originalname                  | Erscheinungsdatum | Anzahl Karten | Anzahl Karten | Anzahl Karten | Bemerkungen | |
| Setname                           | Originalname                  | Erscheinungsdatum | Gesamt        | alte Karten   | neue Karten   | Bemerkungen | |
| --------------------------------- | ----------------------------- | ----------------- | ------------- | ------------- | ------------- | --- | --- |
| KeyForge: Ruf der Archonten       | KeyForge: Call of the Archons | November 2018     | 370           | -             | 370           | Ersterscheinung. Die ersten Häuser | |
| KeyForge: Zeitalter des Aufstiegs | KeyForge: Age of Ascension    | Mai 2019          | 370           | 166           | 204           | | neue Schlüsselworte: Alpha und Omega |
| KeyForge: Kollidierende Welten    | KeyForge: Worlds Collide      | November 2019     | 405           | 121           | 284           | neue Fraktionen Sternenallianz und Saurianer ersetzen Mars und Sanktum. | neue Schlüsselworte: Beschützen, Wütend machen und Erheben |
| KeyForge: Massenmutation          | KeyForge: Mass Mutation       | Mai 2020          | 422           | 163           | 259           | Sanktum kehrt als Fraktion zurück und löst Brobnar ab | Manche Karten haben durch mitgebrachte "Verbesserungen" Karten beim Druck verändert. Es gibt extra Aemberpips, Schadenspips und "Drawpips" |
| KeyForge: Dunkle Gezeiten         | KeyForge: Dark Tidings        | März 2021         | 429           | 150           | 279           | neue Fraktion Unergründliche löst Dis ab | neue "Böser Zwilling" Decks. Einige Decks haben mit einer ca. 1:12 Wahrscheinlichkeit einen "bösen Zwilling" im Umlauf. Es existiert ein zweites Deck, mit dem gleichen Namen und dem Zusatz "böser Zwilling". Einige Karten sind dabei in einem dunkleren Stil gehalten und haben andere Effekte. Identisch sind die Decks demnach nicht. |
| KeyForge: Winde des Wandels       | KeyForge: Winds of Exchange   | Oktober 2023      | 403           | 141           | 262           | Die neue Fraktion Ekwidon löst zusammen mit der wiederkehrenden Fraktionen Mars und Brobnar die Häuser Ungezähmte, Schatten und Logos ab | Jedes Deck hat einen von 28 möglichen Token-Kreaturen bekommen. Dem Deck liegt eine Referenzkarte bei. Manche Karten erzeugen Token. Um eine Token-Kreatur zu erzeugen, legt der aktive Spieler die oberste Karte seines Decks verdeckt an eine Flanke seiner Schlachtreiche. Der kontrollierende Spieler darf sich jederzeit die verdeckte Karte ansehen. |
| KeyForge: Finstere Erinnerungen   | KeyForge: Grim Reminders      | August 2024       | 399           | 151           | 248           | Die neue Fraktion Geistoid löst zusammen mit der wiederkehrenden Fraktion Ungezähmte die Häuser Saurianer und Sanktum ab | Viele Karten haben Synergien mit dem Ablagestapel. Sehr viele Karten legen Karten vom eigenen Deck in den Ablagestapel um durch andere Karten schneller an bestimmte Karten aus dem Ablagestapel zu kommen. Zusätzlich gibt es neue "Discardpips". |
| KeyForge: Æmberwolken             | KeyForge: Æmber Skies         | April 2025        | 329           | 120           | 209           | Die neue Fraktion "Skyborn" (engl.) löst zusammen mit den wiederkehrenden Fraktionen Dis und Logos die Häuser Sternen Allianz, Unergründliche und Ungezähmte ab | Die Flanken der Schlachtreihen der Spieler nehmen eine wichtigere Rolle ein. Zusätzlich spielt es für manche Karten eine Rolle, in welcher Reihenfolge die Schlüssel gelb, blau und rot geschmiedet werden. Außerdem gibt es neue Haus-Verbesserungen. Wie schon in Massenmutation und mit den Discardpips aus Finstere Erinnerung, fügen manche Karten beim Druck Häuser-Verbesserungen anderen Karten hinzu. Eine Karte mit Haus-Verbesserung ist in zwei Häusern spielbar und nutzbar. |
| KeyForge: Prophetische Visionen   | KeyForge: Prophetic Visions   | Spätsommer 2025   |               |               | ca. 200       | Die Häuser Sanktum und Redemption (abtrünnige Ritter des Sanctums) teilen sich einen der sieben Slots in diesem neunten Keyforgeset. Immer wenn ein Deck die Fraktion Sanctum durch den Algorithmus bie der Produktion zugeteilt bekommt, wird diese mit 50 % Wahrscheinlichkeit durch das Haus Redemption ersetzt. | Aus dem Englischen: Jedes Deck hat eine oder mehrere (noch nicht bestätigt) Prophezeiungskarte/n. Viele Karten im Deck haben einen Prophezeiungseffekt. Jede Runde darf der Spieler eine seiner Handkarten unter seine Prophezeiungskarte legen. Sobald der Gegner den Effekt auf der eigenen Prophezeiung erfüllt, werden alle Effekte unter der Prophezeiung abgehandelt. |

## Belege
1. ↑  Origins Awards 2019. Abgerufen am 24. November 2019.
2. ↑  Das weltweit erste Unique-Deck-Game – KeyForge: Ruf der Archonten angekündigt. Abgerufen am 24. November 2019.
3. ↑  KeyForge Master Vault bei Fantasy Flight Games
4. ↑  Offizielle Seite bei Ghost Galaxy